# Ferdinand Feyerick
Ferdinand Feyerick (født 27. juni 1865 i Gent, død 12. september 1920 smst.) var en belgisk fægter, som deltog i de olympiske lege 1908 i London.
Feyerick var med på det belgiske kårdehold ved OL 1908. Belgierne besejrede i kvartfinalen Sverige med 11-6, hvorpå de besejrede Italien 9-8 i semifinalen. I kampen om guldet tabte belgierne 7-9 til Frankrig og måtte derpå ud i en kamp om andenpladsen, som de tabte 5-9 til Storbritannien. Dermed blev det belgiske hold nummer tre i konkurrencen.
Hans søn, Robert Feyerick, var også fægter og deltog i to olympiske lege i 1920'erne, mens hans bror, Albert Feyerick, var det internationale fægteforbunds første præsident.